# Mýrina (kommunhuvudort)
Mýrina (franska: Myrina) är en kommunhuvudort i Grekland.   Den ligger i prefekturen Nomós Lésvou och regionen Nordegeiska öarna, i den östra delen av landet, 240 km nordost om huvudstaden Aten. Mýrina ligger 7 meter över havet och antalet invånare är 5 406. Den ligger på ön Lemnos.
Terrängen runt Mýrina är kuperad åt nordost, men åt sydväst är den platt. Havet är nära Mýrina åt sydväst. Runt Mýrina är det ganska glesbefolkat, med 34 invånare per kvadratkilometer. Mýrina är det största samhället i trakten. Trakten runt Mýrina består till största delen av jordbruksmark.